# Xylopia africana
Xylopia africana är en kirimojaväxtart som först beskrevs av George Bentham, och fick sitt nu gällande namn av Daniel Oliver. Xylopia africana ingår i släktet Xylopia och familjen kirimojaväxter. IUCN kategoriserar arten globalt som sårbar. Inga underarter finns listade i Catalogue of Life.